# شیخ‌علی‌آقالی
شیخ‌علی‌آقالی (ترکی آذربایجانی: Şıxalıağalı) یک منطقهٔ مسکونی در جمهوری آرتساخ است که در استان هادروت واقع شده‌است.